# Little Nahanni River
Der Little Nahanni River ist ein etwa 80 km langer rechter Nebenfluss des South Nahanni River in den kanadischen Nordwest-Territorien.

## Flusslauf
Er hat seinen Ursprung in den Flat Lakes nördlich von Tungsten in den Backbone Ranges, einem Teilgebirge der Mackenzie Mountains. Von dort fließt der Fluss in nördlicher Richtung. Er nimmt von links den Steel Creek auf. Anschließend wendet sich der Little Nahanni River nach Nordosten und kurz darauf nach Osten, bevor er in den South Nahanni River mündet. Der Unterlauf des Little Nahanni River liegt innerhalb der Nahanni-Nationalpark.
Der Little Nahanni River ist von Tungsten aus erreichbar. Eine 90 km lange Wildwasserkanutour führt den Little Nahanni River hinunter bis zu den Island Lakes am South Nahanni River. Die Stromschnellen weisen Schwierigkeitsgrade II–IV auf.